# Château de Marnix
Ne doit pas être confondu avec Château Marnix de Sainte-Aldegonde.
Le château de Marnix ou domaine de Marnix est situé dans le Brabant flamand  à Overijse, dans le bois de Marnix, à l’extrémité est de la forêt de Soignes.
Le domaine fait partie du réseau Natura 2000 mais n’est pas accessible aux visiteurs. Il s’étend sur 108 hectares.

## Histoire
Le roi Léopold Ier fait construire un pavillon de chasse dans la forêt de Soignes en 1847.
Le pavillon et une partie des bois qui l’entoure sont achetés par le comte de Marnix en 1852 et sa famille déboise partiellement le domaine dès 1860.
Le château est construit en 1875 par l’architecte Henri Beyaert dans le style renaissance flamande.
Le château et le domaine de Marnix sont protégés depuis 1979.

## Sources
- « Plus vaste que vous ne l’imaginez », Vues sur Soignes,‎ printemps/été 2015, p. 5–7 (lire en ligne)
- (nl) Omer Vandeputte, Gids voor Vlaanderen: toeristische en culturele gids voor alle steden en dorpen in Vlaanderen, Lannoo, 2007 (ISBN 978-90-209-59635)